# 二硫化钍
二硫化钍是一种无机化合物，化学式为ThS2，它和TiO2具有同样的晶体结构。

## 制备
二硫化钍可由二氧化钍和硼与硫的混合物在800 °C反应得到。
3 ThO2 + 4 B + 6 S → 3 ThS2 + 2 B2O3
二氧化钍和硫化氢的反应、硫和钍直接化合，都可以得到二硫化钍。